# Рувензори
Рувензори (Rwenjura) планински је венац на територији источне екваторијалне Африке, који се налази на граници између Уганде и Демократске Републике Конго. На Рувензори планинама се налазе глечери који представљају извор реке Нил.
Планине Рувензори достижу висину до 5.109 m. Највиши врхови Рувензорија су непрекидно прекривени снежном капом, и заједно са Килиманџаром и планином Кенија су једине планине те врсте у екваторијалној Африци. Национални парк Рувензори и Национални парк Вирунга се налазе у околини.

## Геолошки настанак
Планине су се формирале пре око три милиона година у касном плиоцену, као резултат уздизања блока кристалних стена, укључујући: гнајс, амфиболитни гранит и кварцит. Оне се налазе на обронцима рифта Албертина, западној грани источноафричког рифта.
Ово уздизање поделило је палеојезеро Обверука и створило три данашња афричка Велика језера: Албертово језеро, Едвардово језеро и језеро Џорџ.
Опсег планине је дуг око 120 km и широк око 65 km. Састоји се од шест масива међусобно раздвојених дубоким клисурама: Стенли (5.109 m), Спеке (4.890 m), Бејкер (4.843 m), Емин (4.798 m), Геси (4.715 m) и Луиђи ди Савоја (4.627 m). Планински масив Стенли је највећи и има неколико степенастих врхова, а врх Маргарита је највиша тачка. Стене су метаморфне, а сматра се да су планине нагнуте и стиснуте нагоре услед кретања тектонске плоче. Оне се налазе у изузетно влажном подручју и често су обавијене облацима.

## Људска историја
Око 150. године, александријски грчки географ Птолемеј назвао је снегом прекривени масив у срцу Африке по имену Selenes oros (лат. Lunae Montes), што на српском језику значи „Месечеве планине“. Њихово садашње име, „Рувензори“, широко је прихваћено као званично.
Прво модерно европско откриће Рувензорија забележила је експедиција Хенрија Мортона Стенлија 1889. (облаци су вероватно били главни разлог што их претходни истраживачи око две деценије нису видели). Дана 7. јуна, други по команди експедиције и уједно њен војни командант, Вилијам Грант Стерс, попео се на 3.254 метара, те је постао први познати неафриканац који се до тада попео до ове висине. Џон Едмунд Шарок Мур достигао је снежну границу 1900. прешавши 4.500 метара и тиме је доказао постојање сталних глечера. Први успон до врха постигао је војвода од Абруција 1906. Његова експедиција брзо се попела прва на све веће ледене и снежне врхове, мапирајући пређена подручја, и дала им италијанска имена. Његов тим се састојао од планинских водича, биолога, геодета, геолога, фотографа, и око стотину педесет носача. Фотограф Виторио Села је начинио низ фотографија које приказују сада већ непостојећи крајолик. Фотографска грађа Виторија Селе је сачувана у Националном музеју Монтања у Торину, као и на Институту за планинску фотографију Виторио Села, у Бјели, Италија. И на универзитету Макерере у Уганди се такође може видети избор његових слика.
Масив Рувензори је дом народа Конџо и Амба. У раним 1900-им, ова два племена су потпала под власт краљевине Торо којом су управљале колонијалне силе. Конџо и Амба су почели да делегирају за одвајање од Тороа током 1950-их, а њихов покрет добија име Рувензуруру, оружани сецесионистички покрет, средином 1960-их. Немири су завршени споразумним решењем 1982. године, иако је краљевину Рувензуруру признала Влада 2008. године.

## Вегетација
Рвензори су познати по својој вегетацији, која се простире од тропских кишних шума, кроз планинске ливаде до снега. Опсег обухвата ендемске врсте и сорте Dendrosenecio johnstonii и Lobelia deckenii, а чак се могу наћи шест метара високи примерци вреска Calluna vulgaris покривеног маховином, који живи на једном од планинских врхова. Већина подручја је сада део Светске баштине и на њој се налазе национални паркови Рувензори на југозападу Уганде, и национални парк Вирунга на истоку Демократске Републике Конго.
Иако је флора на Рувензорију уско повезана са вегетацијом источноафричких високих планина, она је овdе много бујнија. Разлог су углавном обилне и редовне падавине у овој области. Расподела вегетације је увелико одређена надморским висинама. На већим надморским висинама, поједине врсте биљака расту неуобичајено велике. Највише изненађују џиновски вресак, Dendrosenecio adnivalis и Lobelia, које је шведски ботаничар Олов Хедберг са Универзитета Упсала назвао "ботаничком крупном дивљачи". Повећањем надморске висине, температуре се спуштају. Ваздух такође постаје ређи, омогућавајући велики интензитет зрачења, чак и током облачних дана. Током дана осетно је јако зрачење ултраљубичасте и инфрацрвене светлости, а ноћу под ведрим небом има значајан ефекат хлађења. Положај на eкватору диктира осетне дневне варијације у температури, док су сезонске разлике мање важне, као да је лето сваког дана, а зима сваке ноћи.
У Рвензорију не постоје сушни периоди. Ипак неколико биљних становника планинске области Африке сличне су врстама које нормално расту у пустињским климатским условима. Разлог је у њиховом сличном располагању водом. Иако је она обилато присутна, вода није увек лако доступна биљкама када им је то потребно. Ноћни мразеви утичу на стабло биљака, као и на унос воде преко корена. Како почиње дан, температура ваздуха и ниво радијације брзо расту, исушујући изложене делове биљака. Од виталног је значаја очувати процес транспирације лишћа, и одржавати правилну равнотежу воде. Како би се супротставиле ефектима смрзавања, биљке планинских подручја Африке су развиле системе изолације који им дају упечатљив изглед. По правилу, ови начини адаптације постају израженији како се надморска висина повећава.

## Отапање глечера
Утицај климатских промена на глечере Рувензорија су предмет забринутости последњих неколико година. Током 1906. године, на Рувензорију је забележено 43 глечера распоређених на шест планинa укупне површине од 7,5 km², што одговара половини укупне површине глечера у Африци. До 2005. године мање од половине њих је и даље присутно, на само три планине, са површином од око 1,5 km². Недавна научна истраживања, попут оних које је спровео др. Ричард Тејлор на Лондонском универзитетском колеџу, приписали су отапање глечера глобалним климатским променама и тренутно истражују утицај ових промена на вегетацију и биодиверзитет планинског масива Тувензори.

## Галерија
- Планина Маргарита
- Планина Стенли
- Планина Луиђи ди Савоја
- Планина Спеке
- Планина Бејкер